# Festival de Poupet
 (juillet 2023).
Le Festival de Poupet est un festival de musique, créé en Vendée dans la commune de Saint-Malô-du-Bois, près du Puy du Fou.

## Historique

### Débuts du festival (1987-1993)
L’histoire du Festival de Poupet commence par la réalisation d’un moulin tressé en paille. Ce moulin de plus de cinq mètres de haut était une commande des organisateurs du Festival des records d’Aubigny  . Les années suivantes, les thèmes retenus pour le Poupet sont le pain en 1988, l'eau en 1989, le verre en 1990, le bois en 1991, la roue en 1992, le ballon en 1993... Chaque année, le festival accueille davantage de spectacles en tous genres.[réf. nécessaire]

### Développement du festival (1994-2001)
À partir de 1994, la musique est au cœur des animations avec la participation des Tambours du Bronx.[réf. nécessaire]
Dès 1995, la fête de Poupet devient « Les Arts à la Campagne » mais continue à se dérouler sur le site verdoyant de Poupet, à raison de huit dimanches par an.[réf. nécessaire]
En 1998, on verra la création d’un « théâtre de verdure », construit en dur. En 1999, le festival accueille son premier invité vraiment célèbre : Pierre Bachelet.[réf. nécessaire]

### Polémiques autour du festival (2001-2003)
Les têtes d’affiche se succèdent, le nombre des spectateurs franchit la barre des 20 000, mais la plainte d'un voisin incommodé par le bruit provoquera une réaction du ministre de la Culture et une première décision du tribunal d’instance de la Roche-sur-Yon ordonnera en novembre 2001 l'arrêt du festival et le dédommagement à hauteur de 60.000 francs du plaignant. Après un répit obtenu sur appel pour l'été 2002, l'association organisatrice est condamnée en septembre 2002 à cesser toute nuisance sonore.[réf. nécessaire]
Plus de 5 000 personnes ont signé une pétition de soutien au festival, mais cette affaire a mis en évidence une carence juridique qui préoccupe les plus grands festivals de France : Les Vieilles Charrues en Bretagne, Le Festival du bout du monde dans le Finistère ou encore les Francofolies à La Rochelle. Pour sortir de l'impasse, l’association décide alors, début 2003, d'acheter la maison du voisin à l'origine de la plainte.
L'édition 2003 des « Arts à la Campagne » peut donc avoir lieu. Bien qu'ayant une période de préparation raccourcie, du fait de l’incertitude de la tenue du festival, les organisateurs bouclent une programmation d'artistes nationaux, dont des jeunes que le grand public découvre comme Vincent Delerm, tout juste récompensé de victoire de l'album révélation aux victoires de la musique 2003 et Kyo, qui sera récompensé de la même victoire en 2004.[réf. nécessaire]

### Edition 2004
Après ces péripéties, la maison est vendue début 2004 à un couple d'Anglais, avec qui un contrat est passé concernant notamment le nombre de dates et l'heure de fin des concerts. La programmation contribue au développement du festival. Entre autres artistes, Yannick Noah se produit au festival et bat le record du nombre de concerts et de la durée de ses concerts (4h37). La programmation fait la part belle aux étoiles montantes de la chanson française (Benabar, Tryo, Cali, Thomas Fersen, entre autres). L'Europe de l'Est est également présente, avec Goran Bregovic ou Emir Kusturica, qui se produisent aux côtés d’autres grands noms de la variété internationale telles que Souad Massi et Lhasa, sans oublier Joe Cocker.
Désormais, et se distinguant d'un festival habituel de trois ou quatre jours, Poupet anime toute la saison estivale avec une dizaine de dates réparties sur le mois de juillet. Les saisons de Poupet accueillent chaque année les artistes qui font l’actualité, et son importance dans le milieu musical est illustré par le partenariat conclu avec les Victoires de la musique[réf. nécessaire].

### Edition 2006
Pour célébrer sa 20ème édition, le Festival a invité en 2006 Johnny Hallyday pour un concert devant 33 000 spectateurs. Le concert ne pouvant avoir lieu au théâtre de verdure de Poupet, le festival se délocalise exceptionnellement sur la commune voisine de La Verrie où le département de la Vendée met à disposition les 50 hectares du Vendéopôle Haut-Bocage Vendéen. Les autres jours de la saison ont quant à eux accueilli des têtes d'affiche comme Texas, Dwight Yoakam, Cali, Louis Bertignac, Les Cowboys Fringants, Raphael, Dionysos, Tracy Chapman, Hugues Aufray, Les joyeux urbains (première partie de Nicolas Canteloup).[réf. nécessaire]

### Edition 2014
Pour conclure l'édition 2014, les organisateurs proposent une soirée hors-norme : "Poupet déraille".
Au programme le 19 juillet : Francky Vincent, la Compagnie Créole et Patrick Sébastien.
Les places se vendent à une telle vitesse - la soirée affiche complet dès le 17 mars après seulement trois jours de vente - qu'une seconde soirée est organisée le 25 juillet 2014.
La programmation 2014 a également accueilli de nombreux artistes, parmi lesquels : Stromae, Gad Elmaleh, Julien Doré, Vanessa Paradis, Hollysiz, Etienne Daho, Placebo, Yodelice, Zaz, Détroit, FFF...[réf. nécessaire]
Après deux soirées à guichets fermés durant l'été, les organisateurs et Patrick Sebastien auront l'idée d'organiser une nuit du nouvel an au Zénith de Nantes. Près de 6.000 personnes ont participé à la première édition de "Poupet fait son réveillon" le 31 décembre 2014.

### Edition 2016
La 30ème édition débute par une soirée menée par le collectif Anglais Stomp, puis par un week-end d’animations et concerts gratuits dans la vallée de Poupet.[réf. nécessaire]
Huit soirée-concerts sont organisées durant le mois de juillet au théâtre de Verdure avec entre autres Rover, The Corrs, Jain, Louane, LEJ, Ibrahim Maalouf, Fréro Delavega, Alain Souchon et Laurent Voulzy... Cette édition anniversaire se termine par deux soirées au château de la Barbinière avec le concerts de Téléphone (20 juillet), réunissant 30.000 spectateurs, puis Indochine (22 juillet) devant 18.000 spectateurs. 
Le 5 juillet, la soirée "Poupet déraille" est diffusée en direct sur D8. Le festival s’occupe du concert précédent la captation avec Sebastien Patoche, et de la clôture avec Martin Solveig. Le reste est géré par la chaîne de télévision et c’est une soirée 100% humour animée par Anthony Kavanagh qui est programmée. La soirée tourne au fiasco, le public n’étant pas réactif aux premiers sketchs (l'humoriste Chinois Marrant, premier à passer, termine sa prestation sous les sifflets après plusieurs minutes sans le moindre rire). La soirée est commentée et largement critiquée sur les réseaux sociaux, faisant craindre pour la réputation du festival. Après cette soirée, le président du festival Philippe Maindron déclare avoir pris acte du fait que la soirée n’ait pas fonctionné et que la programmation de D8, sans concertation avec la direction du festival, ne convenait pas au public de Poupet. Des années, le concept est finalement repris : la soirée Poupet Déraille est désormais une institution qui vient annuellement clore le festival. 

### Edition 2020
Comme de nombreux autres événements en France, l'édition 2020, initialement prévue du 30 juin au 23 juillet, est annulée le 16 avril par le comité d'organisation du festival, en raison de la pandémie de Covid-19.

### Edition 2021
À la suite de l'annulation de la saison 2020, le Festival de Poupet se voit obligé de modifier sa façon de faire en 2021 afin de respecter les normes de la pandémie du Covid-19 : cette année, les concerts se dérouleront dans la vallée du Festival de Poupet, et non dans le théâtre de verdure, comme à son habitude.[réf. nécessaire]

### Edition 2022
En 2022, le festival revient avec le retour des concerts dans le théâtre de verdure mais aussi un concert de Stromae au site de la Clairière du Bois Chabot qui réunira 40 000 personnes.[réf. nécessaire]

## Programmation du Festival de Poupet par années
- 2023 : Sgt.Pepper, Chef & The Gang et God Save The Queen ; Guerilla Poubelle, Cachemire, The Exploited et Airbourne ; Nikola,MB14 et Gims & Dadju ; Salvadore Adamo et Murvini ; Chien Noir, Malo et Florent Pagny ; Emilie Simon, Stephan Eicher et Ibrahim Maalouf ; Vanupie, Naâman, L'Entourloop et La P'tite Fumée ; Colours in the Street, Fatoumata Diawara et Ben Harper ; Nebraska, Blankass et Louise Attaque ; High Octane, Celkilt et Shaka Ponk ; Bro, Julien Granel et Bigflo & Oli ; Pierre de Maere, Ade et Jain ; Loud, Lorenzo, Gazo, Niska et Orelsan ; Poupet Déraille XXL.

- 2022 : Naya, Gauvain Sers et Yannick Noah ; George Ka, Sofiane Pamart et Mc Solar ; Pogo Car Crash Control, Black Bomb A, Les Wampas et Sum41 ; P.R2B, Suzane et Juliette Armanet ; Janie, Barbara Pravi et Julien Dore ; Gaumar, Opsa Deheli et M ; Rouquine, Feu! Chatterton et Gaëtan Roussel ; Salut C'est Cool, Deluxe et Polo & Pan ; Alma Mango, Biga* Ranx, Danakil, Dub Inc et Panda Dub ; Poupie et Black Eyed Peas ; Joe Sumner et Sting ; 47Ter, Gael Faye et Stromae ; Tiakola, Koba Lad, PLK, Damso et Ninho ; Poupet Déraille XXL.

- 2021 : R.Can, Java, La Rue Ketanou et Tryo ; Leonie, Les Frangines et Black M ; Louis Chedid et Jean-Louis Aubert ; Radio Tutti, Philippe Katherine et Catherine Ringer ; Herve,Ben Mazue et Pomme ; Tricot Combo, Fills Monkey et Jean-Baptiste Guegan ; Didier Super, Tagada Jones, Mass Hysteria et Ultra Vomit ; Henri Des & The Grands Gamins ; Mariluce, Maxime Le Forestier et Alain Souchon ; Clou, Boulevard des Airs et Vianney ; Terrier, Yseult et Grand Corps Malade.

- 2019 : Hubert-Félix Thiéfaine, The Limiñanas et Voyou (1er juillet) ; Thérapie Taxi, Columbine et Hocus Pocus (3 juillet) ; Boulevard des Airs, Cats on Trees et Yellowstone (4 juillet) ; Gaëtan Roussel, Dionysos et Clara Luciani (5 juillet) ; Zazie, Marc Lavoine et Maxime Manot' (6 juillet) ; Salvatore Adamo et Pierre Peret (7 juillet) ; Joan Baez et Alexis HK (9 juillet) ; Angèle, Hoshi et Suzane (11 juillet) ; Feder, Fakear, Møme et Eugène de Rastignac (12 juillet), Ska-P, Ludwig Von 88, Les Caméléons et Flagrants Délires (13 juillet) ; Cirque Éloize (14 juillet) ; Scorpions et Miss America (16 juillet) ; Soprano et Trois Cafés Gourmands (18 juillet) ; Poupet Déraille XXL – Volume 2 (19 juillet).

- 2018 : Le Lac des cygnes par le Ballet Festival de Saint Petersbourg (9 juillet) ; Charlotte Gainsbourg, Ibeyi et Inuit (11 juillet) ; Francis Cabrel et Pomme (12 juillet) ; Jean-Marie Bigard et Oldelaf (13 juillet) ; Soviet Suprem, Marcel et son orchestre, La Chanson du dimanche et Shantel & Bucovina Club Orkestar (14 juillet) ; Deep Purple, Roman Gaume et  UK on the rocks (16 juillet) ; Offenbach, Petit Biscuit, Henri PFR et J-Tesson (17 juillet) ; Slimane, Dadju et Arcadian (18 juillet) ; Louane, Aliose et Das Kino (19 juillet) ; Jain, La Yegros, Colours in the Street et The Fabulist (21 juillet) ; Aldebert et Roger Cactus (22 juillet) ; Juliette et Serge Lama (23 juillet) ; Shaka Ponk, Lyre le temps et Ko Ko Mo (24 juillet) ; Orelsan, Eddy de Pretto et Rezinsky (26 juillet) ; Poupet déraille XXL présenté par Charly et Lulu avec L5, Larusso, Nâdiya, Tragédie, Wazoo, Lou Bega, Worlds Apart, Boris, Helmut Fritz, MC Circulaire, Yannick, Nèg' Marrons, Zouk Machine, Corona, Collectif Métissé, Partenaire particulier, Bernard Minet, Chantal Goya et Richard Gotainer (27 juillet)[14].

- 2017 : Vianney, Olivia Ruiz et Charly like the Prince (3 juillet) ; -M-, KIZ et Bric a Brac Sound System (4 juillet) ; Manu Chao, The Inspector Cluzo et La Route ds Airs (5 juillet) ; Poupet déraille avec Stars 80, la tournée et DJ Lucky (6 juillet) ; Flavia Coelho, Calypso Rose et Faada Freddy (7 juillet) ; Michaël Gregorio et Kevin & Tom (9 juillet) ; Matmatah, Trust et The Celtic Social Club (13 juillet) ; Jean-Michel Jarre et Samifati (14 juillet) ; JoeyStarr feat Cut Killer, Bigflo et Oli, Boostee et Berywam (15 juillet) ; Amir, Claudio Capéo, Le trottoir d'en face et Nola (17 juillet) ; Agnes Obel, Imany  et Ella Foy (18 juillet) ; Renaud et Gauvain Sers (19 juillet) ; Julien Doré, Radio Elvis et Burning Peacocks (21 juillet).

- 2016 : Stomp (30 juin) ; Fête des 30 ans (2 et 3 juillet) ; Poupet déraille sur D8 (5 juillet) ; Fréro Delavega et Les yeux d'la tête (7 juillet) ; Louane et Lilian Renaud (9 juillet) ; Rover, Lou Doillon et Grand Corps Malade (11 juillet) ; Ibrahim Maalouf et l'orchestre d'harmonie St Laurent - La Verrie (12 juillet) ; The Corrs et Gabriella (14 juillet) ; Too Many Zooz, Deluxe, Naâman et Yall (15 juillet) ; Jain, Minuit, LEJ (16 juillet) ; Les Innocents, Alain Souchon et Laurent Voulzy (17 juillet) ; Les Insus ? et James Hunter  (20 juillet) ; Indochine et Toybloïd (22 juillet).

- 2015 : Asaf Avidan et Benjamin Clementine (2 juillet) ; Irma et Yannick Noah (3 juillet) ; Calogero et Kiz (4 juillet) ; Patrice, Mo'Kalamity et Groundation (6 juillet) ; Florent Pagny et Vianney (7 juillet) ; Status Quo et Charles Pasi (8 juillet) ; Poupet déraille avec Bob Sinclar, Fatal Bazooka et Moussier Tombola (10 juillet) ; Bob Dylan 13 juillet ; The Dø, George Ezra et Black Lilys (15 juillet) ; Jeanne Cherhal et Véronique Sanson (17 juillet) ; Jeff Panacloc et Romuald Maufras (18 juillet) ; La famille Chedid et Zama (19 juillet) ; Kev Adams et Freddy Coudboul (22 juillet) ; Fauve et Feu! Chatterton (23 juillet) ; Shaka Ponk, No One Is Innocent et ALB (24 juillet).

- 2014 : Rendez-vous en train connu (5 juillet) ; Jack Johnson et Milky Chance (7 juillet) ; Boulevard des airs et Zaz (8 juillet) ; Étienne Daho, HollySiz et Auden (11 juillet) ; Urbano (13 juillet) ; Placebo (14 juillet) ; Christophe Maé et Louis Delort (15 juillet) ; Vanessa Paradis et Yodelice (16 juillet) ; Stromae et Gabriel Ríos (17 juillet, parc du château de la Barbinère) ; Detroit, FFF et Buck a tribe (18 juillet) ; Poupet déraille avec Patrick Sébastien, La Compagnie créole, Francky Vincent et Collectif Métissé (19 et 25 juillet) ; Julien Doré et Révélations Crédit mutuel (20 juillet) ; Franz Ferdinand et Von Pariahs (22 juillet) ; Michaël Gregorio et Oldelaf (23 juillet) ; Gad Elmaleh et Daniel Camus (24 juillet).

- 2013 : C2C (26 juin) ; Elton John (3 juillet) ; David Guetta, Daddy's Groove, Allure et Naty Rico (7 juillet) ; Vampire Weekend (9 juillet) ; Voca People et Rock The Ballet (10 juillet) ; Madness et Concrete Knives (11 juillet) ; 1995 et IAM (13 juillet); Bloc Party, Skip The Use et The Ones (17 juillet) ; Tryo et Boulevard des Airs (19 juillet) ; -M-, Buridane et Nach (20 juillet) ; Asaf Avidan, Beth Hart et Rhum for Pauline (21 juillet) ; Michel Sardou et Philippe Thomas (24 juillet) ; Pascal Obispo et Baden Baden (25 juillet) ; Theodore, Paul & Gabriel et Katie Melua (26 juillet).

- 2012 : Manu Chao & La ventura (2 et 3 juillet) ; On n'demande qu'à en rire (5 juillet) ; Julien Clerc et Suarez (11 juillet); Corneille et Do you speak djembe (15 juillet) ; Charles Aznavour (17 juillet) ; Hubert-Félix Thiéfaine, La Belle Bleue et Miossec (20 juillet) ; The Australian Pink Floyd Show (21 juillet) ; Selah Sue (22 juillet) ; LMFAO, Beat Assailant et Airnadette (23 juillet) ; Laurent Voulzy et Irma (24 juillet) ; Stephan Eicher, Goran Bregovic et Gogol Bordello (25 juillet) ; Archimède, Dionysos et La Pegatina (27 juillet).

- 2011 : Tri Yann (13 juillet) ; Justin Nozuka et Roger Hodson & his band (14 juillet) ; Jamel Debbouze et Kev Adams (15 juillet) ; Suarez et Yannick Noah (17 juillet) ; Yannick Noah et Guillaume Grand (18 juillet) ; Flow et Yannick Noah (19 juillet) ; Les Caméléons, Les Cowboys Fringants et Santa Macairo Orkestar (20 juillet) ; Grégoire et Nolwenn Leroy (21 juillet) ; Sting (22 juillet); Ben Harper (25 juillet) ; Jean-Louis Aubert et Louis Chedid (26 juillet) ; AaRON, Not' en' Bulles et Stromae (27 juillet) ; Cali, Epsylon et Philippe Katerine (29 juillet).

- 2010 : The Cranberries (12 juillet) ; Babylon Circus, Che Sudaka et Percubaba (13 juillet) ; Yodelice, Revolver, Pony Pony Run Run et Archimède (14 juillet); Florent Vintrigner et Alain Souchon (16 juillet); Dominique A, Gaëtan Roussel et Izia (18 juillet); -M- et Irma (19 juillet) ; Guerilla Fresca, John Butler Trio et Rodrigo y Gabriela (21 juillet); Mika et Newton Faulkner (22 juillet); Amy Macdonald et Joyce Jonathan (23 juillet); Jacques Dutronc et Vaguement la Jungle (30 juillet).

- 2009 : Lenny Kravitz (8 juillet); Hugues Aufray (11 juillet) ; Origines Contrôlées, Les Ogres de Barback et La Rue Kétanou (15 juillet); Pascale Picard et La Chanson du Dimanche (17 juillet); Bénabar (18 juillet) ; Charlie Winston et Cocoon (19 juillet) ; Francis Cabrel et Barcella (21 juillet) ; Olivia Ruiz et La Grande Sophie (22 juillet); Abba Mania et Jean-Claude Crystal (25 juillet); Tryo et Flow (30 juillet).

- 2008 : Yaël Naïm, Thomas Dutronc (4 juillet), Marc Jolivet (8 juillet) ; Bernard Lavilliers (9 juillet) ; James Blunt (11 juillet) ; Juliette (12 juillet) ; Camille (13 juillet) ; Blankass, Matmatah (14 juillet) ; Vanessa Paradis (16 juillet) ; Christophe Maé (17 juillet) ; Catherine Ringer (20 juillet) ; Dominique Dupuis (1er août).

- 2007 : Lord of the Dance (5 et 6 juillet) ; Sandi Thom et Ayọ (9 juillet) ; Gad Elmaleh et Thomas VDB (12 juillet) ; Philippe Katerine, Elmer Food Beat et Mademoiselle K (14 juillet) ; Sanseverino, Da Silva et Syrano (15 juillet) ; Yannick Noah (16 et 17 juillet) ; Joan Baez et El Club (21 juillet) ; Lynda Lemay et Renan Luce (22 juillet) ; les Fatals Picards, Aldebert et DobaCaracol (27 juillet) ; Patrick Bruel et Emily Loizeau (29 juillet) ; Michel Polnareff (31 juillet).

- 2006 : Texas et Peter von Poehl (5 juillet) ; Raphael et Da Silva (7 juillet) ; Les Cowboys Fringants, Anaïs et Yves Jamait (13 juillet) ; Louis Bertignac et Cali (14 juillet) ; Hugues Aufray et Monsieur Pyl (16 juillet) ; Johnny Hallyday, Anggun et Anthony Chaplain (22 juillet) ; Tracy Chapman et Tits Nassels (25 juillet) ; I Muvrini et Les Tambours du Bronx (27 juillet) ; Dwight Yoakam et Los Gallos (28 juillet) ; Dionysos, les Wriggles et Joseph D'Anvers (29 juillet).

- 2005 : Calogero (8 juillet) ; Patricia Kaas (10 juillet) ; Mickey 3D, Ridan et Romane Serda (13 juillet) ; Emir Kusturica (14 juillet) ; Juliette et Les Ogres de Barback (16 juillet) ; Les Choristes (17 juillet) ; Rokia Traoré et Amadou & Mariam (21 juillet) ; Jenifer (25 juillet) ; Louise Attaque (28 juillet) ; Joe Cocker (24 août).

- 2004 : Dan Ar Braz, Carlos Núñez et Gaïa Group (3 juillet) ; Yannick Noah et Amadou & Sarayama (9 juillet) ; -M- et 26 Pinel (13 juillet) ; Jamel Debbouze et Moussa (14 juillet) ; Cali et Thomas Fersen (17 juillet) ; Eddy Mitchell et Laurent Madiot (21 juillet) ; Lhasa et Souad Massi (24 juillet) ; Goran Bregović et Les Ogres de Barback (25 juillet) ; Tryo, Meï Teï Shô et Aïzell (31 juillet) ; Jane Birkin et La Grande Sophie (7 août) ; Les Wampas, Sergent Garcia, La Ruda et Orange Blossom

- 2003 : Cool'Heure Gospel, Golden Gate Quartet, Daguerre, Zazie, Gaia Group, Yannick Noah, Ginkobiloba, Benabar, Nicolas Jules, Jean-Louis Aubert, Vincent Delerm, La Tordue, Xavier Merlet, Laurent Voulzy, Celtic Legends, Magic System, Alpha Blondy, Merzhin, Superbus, Kyo, Blankass.

- 2002 : Yannick Noah, Mary Lou, Ruud Hermans, Four Wheel Drive, George Hamilton V, Les Jambons, Dolly, Ska-P, Misstrip, D'Irque, The Cool Crooners, Jeanne Cherhal, Yann Tiersen, Laurent Deschamps, Les Farfadas, Laurent Guerra, Sedrenn, Carlos Nunez, Lo'jo, Cheese, La Famille Morales, Evasion, Djama, Mes Souliers sont rouges, The Eight Killer, Happy Stars, Rue de la Gouaille, Iao, Take Five, Les Gargouilles, As de Trèfle, Soldat Louis, Helene Maurice, Françoise Rochais, Bertran Lotth, Cool'Heure Gospel, Shim and Sham, I Murvini,  Les Jambons, Strollad.

- 2001 : Bagad de Quimperle, Soldat Louis, Barto, Philippe Thomas, Jeanne Cherhal, Les têtes raides, I Murvini, Henri Des, Reveillon de la St Ignace, Les Ratetous, Colorix, As de Trèfle, Gerald de Palmas, Bob, Iao, Shim and Sham, Happy Stars, The Eight Killers.

- 2000 : Renaud, Le Tabarsnack, Rue de la Gouaille, Anne Roumanoff, Pierre Perret, A et O, Mary-Lou, Un animal des amis mots, Les Farfadas, Tiltonic, Crenshaw Gospel Choir, Le Quartet Buccal, Rasta Bigoud, Strollad, Johnny Clegg, Happy Stars, Gaelic Storm, Utopium Theatre.

- 1999 : Pierre Bachelet, Rosa la Rouge, Les Hurlements D'Leo, Armens, Les Acrostiches, Mes Souliers sont rouges, Jack Jaxx, Guelati, Les Extensibles, Alafia, Les Frères Grumeaux, Macarel Show, Iao, Rageous Gratoons, La Familia, Blankass, Le Photographe Ambulant, Perry Rose, To Be 2, Buzz, Soldat Louis, Nuit Magique avec L'ONPL.

- 1998 : Volubilis, Les Saltindanses, Le vent des Percussions, Les Frères Kazamaroffs, Yelemba d'Abidjan, Les Mystères du K.Barre, Vaguement la Jungle, Ramses, Les Tenors de Brest, Les Gargouilles, Matmatah, To Be 2, La Baronne, Les Nenettes, Ouf, La puce respire à l'oreille du monde, Zone Libre, Les Femmouzes T., Utopium Theatre, Zic Zazou, Bertran Lotth.

- 1997 : Les Cracheurs de rêve, Les Jambons, Les Scouts, Tonynara, Shim and Sham, Evasion, Les Cropettes, Folklore National du Belize, Utopuim Theatre, Folklore "Aurores de Siberie", Les Frères Stromboli, Djama, Max et Maurice, Castafiore Bazooka, Helene Maurice, Chapertons, Take Five.

- 1996 : Los Galindos, Djama, Chapertons, Khuur Magnai, Alica Serra, Celtas Cortos, Mister Jones, Mes Souliers sont rouges, Le Bouillant de Bouillon, Etienne Trio Grand Jean, Les Cousins, Le 5ème Axe, Le Passant, Ens. Folklorique "Amankay", Les Acrostiches, Les Obsessionnels, Le Clan Lakassagne, Gerard Potier.

- 1995 : Side Car, Capharnaum Compagnie, Th.Dance enfants de Soligorsk, Bash Street Circus, Zwoelie Stroelies, Les Frères Grumeaux, Palisandro, Marcel et Roger, Tropique du Cancer, Helium, Stomboli Salsa, Recueil, Zic Zazou, Justin et Camila, Les Oiseaux de passage, Les Cattlers, Tonynara, Namas Pamos, Le Bouillant de Bouillon, France Visiteurs, Ens. d'arts populaires, Horitsvit, Bouskidou, Les Poubelles Boys, Cent Etoiles pour le cinéma.

- 1994 : Les Clam's, Rose Cadillac, Ramses, Catherine Reau, Alciati, Patrice Langlois, Yves Pacher, Turbulophone, Le Garden Orchestra, Le Samu, Kakal Band, Ballet National de Mexico, Les Tambours du Bronx.

- 1993 : Les Naufragés, Tropiks, Les Petillos, Capuccino, Boul, Montagne Molle, Montgolfière, Opposito, Pikey Drums and Voices, Les Pires.

- 1992 : The Little Rabbits, Cadillac, Christian Juin, Teresa et Sem, Franck Belliot, Club Cholet, Artisans Roue, Marinettes de Fecamp, Sweety Park Mr Saguet, Generation "Brassens", Alice Dona.

- 1991 : L'Evasion, Tenere, Rene Raoult, J.Vicondao, Tri Yann, Artisans Bois, Les Pilar.

- 1990 : The Little Rabbits, Rimel, Artisans Verriers, Bertran Lotth, Les Baladins de l'arc en ciel.

- 1989 : Wolfen, Remy Bricka, Morgane, Michel Menin, Studio des variétés, Jean-Claude David, Djiboudjep.

- 1988 : Mr Poilane, Jan Do Fio, Lous Pastous, Naphtaline, Yannick Jaulin, Manu "L'automate", Malopolska.

- 1987 : Christine Authier, Françoise Rochais, Tedi "Le clown", K'ala Marka, K.Gil, Carte Noire.

## Finances et fonctionnement
Le festival de Poupet fonctionne uniquement par des bénévoles. Les artistes sont rémunérés selon deux biais : les tickets vendus et les partenaires /mécènes privés.